# Ictalurus furcatus
Ictalurus furcatus is een  straalvinnige vissensoort uit de familie van Noord-Amerikaanse katvissen (Ictaluridae). De wetenschappelijke naam van de soort is voor het eerst geldig gepubliceerd in 1840 door Valenciennes.